# Helmut Braselmann
Helmut Braselmann (Barmen, 18 settembre 1911 – Wuppertal, 23 febbraio 1993) è stato un pallamanista tedesco.

## Palmarès

### Olimpiadi
- Oro a Berlino 1936 nella pallamano.